# Alzey
Alzey è una città di 19 082 abitanti della Renania-Palatinato, in Germania.

È il capoluogo, e il centro maggiore, del circondario (Landkreis) di Alzey-Worms (targa AZ).

## Geografia fisica
Alzey è situata in un territorio collinare adibito alla coltivazione di viti, quindi alla conseguente produzione di vini di Rheinhessen.
La città è situata sul fiume Selz.

## Gemellaggi
Elenco dei gemellaggi:
- Harpenden
- Josselin
- Kamenz
- Koscian
- Lembeye
- Rechnitz